# Банатское восстание
Банатское восстание (серб. Банатски устанак) — первое крупное вооружённое выступление сербов против турецкого владычества, произошедшее в 1594 году.
К концу XVI века сербы проживали в историческом Банате более столетия, из которых только около 40 лет — под властью турок, в составе Темешварского эялета. В Банате жили народные вожди, поддерживающие связи с трансильванским князем Жигмондом Батори. Тот, хотя и был турецким вассалом, подстрекал христианских подданных султана к бунту.
В 1593 году началась Тринадцатилетняя война в Венгрии. Воспользовавшись тем, что весной 1594 года турецкая армия воевала далеко под Эстергомом, банатские сербы начали восстание. По области прокатилась волна нападений гайдуков на турок. Затем восставшим удалось выбить турецкие гарнизоны из Вршаца и Панчева. Распространялись слухи, что численность повстанцев достигла пяти тысяч человек, благодаря чему им удалось занять Бечкерек, а позднее Бечей и Тител. Было уничтожено несколько турецких кораблей на Дунае, снабжавших укрепления на севере Венгрии.
Повстанцы просили и ожидали помощи от имперской армии в Венгрии и от трансильванского князя, которого считали своим господином. Во Вршаце и его окрестностях владыка Феодор вместе с местными старейшинами собирал и приводил бойцов к присяге. Когда австрийская армия сняла осаду с турецких крепостей на севере, а трансильванский князь сократил помощь, турки двинулись на Банат и в короткий срок разбили бунтовщиков под Бечкереком и Темешваром.
Современники отмечают, что с этими событиями было связано сожжение мощей святого Саввы на холме Врачар под Белградом весной 1594 года.